# Stadion Miejski u Wrocławu
Stadion Miejski  (pogrešno se zove Stadion u Maślicama) - je nogometni stadion u poljskom gradu Wrocławu. Kapacitet je 42 771 mjesta. Na njemu će svoje domaće utakmice igrati Śląsk, nogometni klub iz Wrocława.
Na ovome će se stadionu, također odigrati neke utakmice Europskog nogometnog prvenstva 2012. koje se te godine održava u Poljskoj i Ukrajini.